# Silomal
Silomal (Tinea pallescentella) är en fjärilsart som beskrevs av Henry Tibbats Stainton 1851. Silomal ingår i släktet Tinea och familjen äkta malar. Arten är reproducerande i Sverige. Inga underarter finns listade i Catalogue of Life.

## Bildgalleri

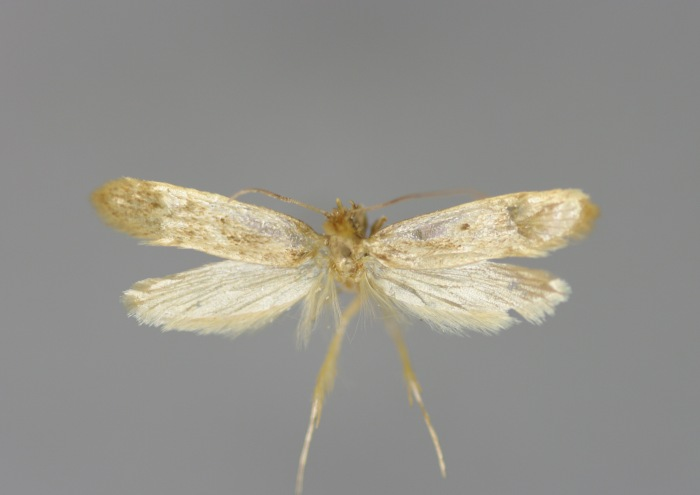